# Dia Mundial de la Veterinària
El Dia Mundial de la Veterinària (DMV), va ser instaurat com una iniciativa de la World Veterinary Association (WVA) l'any 2001, i s'ha anat celebrat els darrers anys l'últim dissabte d'abril.

## Origen
El seu propòsit consisteix en promoure el treball dels professionals veterinaris de tot el món per millorar el benestar humà i animal, la seguretat alimentària, les pràctiques de transport i vigilància d'animals, el medi ambient i la conservació i protecció de l'entorn natural. Tots els anys es fan activitats a les associacions professionals de tot el món amb un tema al qual se li dedica especial atenció.
A partir de l'any 2008 a instàncies de l'Organització Mundial de Sanitat Animal (OIE) i la World Veterinary Associaton van instituir el nou Premi del Dia Mundial del Veterinari com una gratificació a la celebració més reeixida de l'activitat veterinària organitzada per associacions veterinàries nacionals, i amb l'objectiu de recompensar l'associació que millor promocioni el tema, amb participació de diferents parts, mitjans de comunicació i públic en general.

## Objectius
A Catalunya, es el Consell de Col·legis Veterinaris de Catalunya (CCVC), que coordina els Col·legis Veterinaris de Barcelona (COVB), Tarragona (COVT), Lleida (COVLL) i Girona (COVGI), que s'encarrega de promocionar les activitats anuals amb relació a aquest DMV.
Els veterinaris estan involucrats en la salut pública per millorar la salut i el benestar dels animals, les persones i el medi ambient, tal com demostren
aquests cinc punts d'actuació veterinària a nivell mundial:
• Investigar els brots de malalties que es poden transmetre dels animals als éssers humans, anomenades malalties zoonòtiques, com la ràbia, la grip aviària o l'Ebola.
• Fer recerca per desenvolupar vacunes per controlar malalties en animals que també poden ajudar a prevenir malalties en les persones.
• Desenvolupar polítiques i promoure lleis per millorar la cura i el benestar dels animals a tot el món.
• Tenir cura dels animals que s'utilitzen per a l'alimentació, de manera que la carn de boví, porc, peix i productes avícoles siguin segurs i nutritius per a les persones.
• Participar activament, col·laborant amb el món educatiu, en l'ús responsable dels medicaments per a animals, en la vigilància per detectar i diagnosticar malalties dels animals i les persones, i en la protecció del medi ambient.

## Temes anuals
- 2017 – Resistència als antimicrobians: de la consciencia a l'acció[4]
- 2016 – Educació continuada amb l'enfocament d'Una Sola Salut (One Health)[5]
- 2015 – Malalties transmeses per vectors amb un potencial zoonòtic[6]
- 2014 – Benestar Animal[7]
- 2013 – Vacunació[8]
- 2012 – Resistència als antimicrobians[9]
- 2011 – Ràbia[10]
- 2010 – Un món, una salut: una major cooperació entre veterinaris i metges[11]
- 2009 – Veterinaris i ramaders: una associació guanyadora[12]
- 2008 – Diversitat de la professió veterinària (instauració del premi WVA-OIE)[13]